# Belamoty
Belamoty est une commune rurale malgache située dans la partie centre-est de la région d'Atsimo-Andrefana.

## Géographie
Belamoty se situe sur les bords du fleuve Onilahy.